# Saló del Tinell

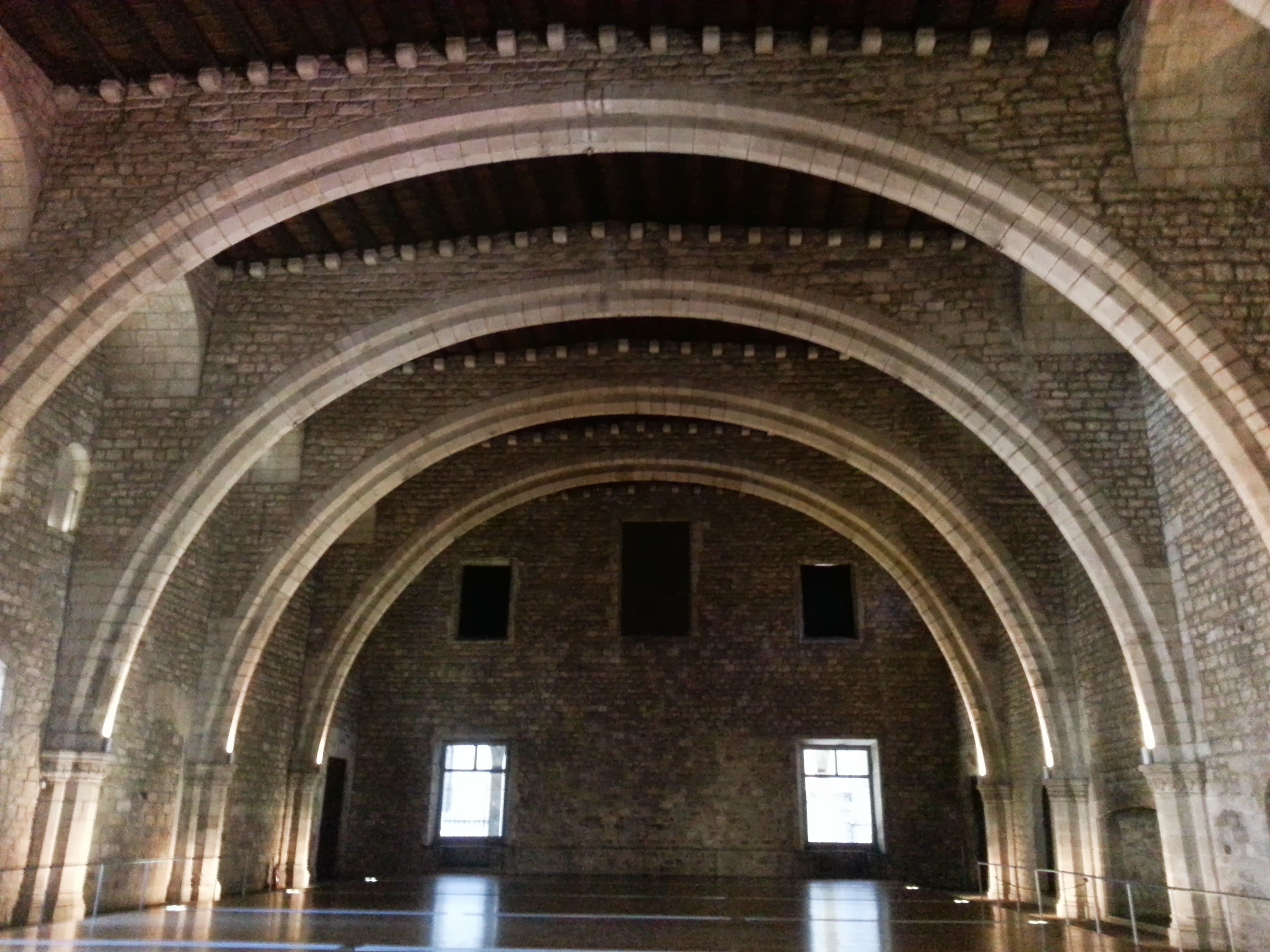
Saló del Tinell

Saló del Tinell Bankettsalen ritad av den Aragoniska kungen Pere III:s arkitekt Guillem Carbonell och uppförd under åren 1359-1370.
Saló del Tinell var under flera århundraden det främsta mottagningsummet i Barcelona och det antas att Columbus mottogs här av Ferdinand och Isabella när han återvände från den Nya världen, någon verklig vittnesbörd om händelsen finns dock ej nedtecknand. Rummets mått är 35 meter långt, 17 meter brett, samt 12 meter högt. Dess tak bärs upp av sex halvcirkelformade gördelbågar vilka utgår från låga engagerade kolonner. 
Bågarna vilka har en spännvidd på över 16 meter hör till de största tegelbågar utan förstärkning som över huvud taget byggts i Europa. Saló del Tinell byggdes ovanpå en riven del av Ramon Berenguer IV:s kungliga slott, den användes under 1370-talet som parlamentsbyggnad. På 1700-talet byggdes salen om till kyrka åt konventet Santa Clara för att 1936 återställas till sitt ursprungliga utseende. Idag används den till utställningar konserter och banketter. Den är även öppen för allmänheten som en del av Barcelonas historiska museum.